# Idiops hamiltoni
Idiops hamiltoni is een spinnensoort uit de familie van de valdeurspinnen (Idiopidae).
De wetenschappelijke naam van de soort werd in 1902 als Acanthodon hamiltoni gepubliceerd door Reginald Innes Pocock.